# Gabriel Slonina
Gabriel Paweł „Gaga” Slonina (ur. 15 maja 2004 w Addison) – amerykański piłkarz polskiego pochodzenia, występujący na pozycji bramkarza w Chelsea oraz w reprezentacji Stanów Zjednoczonych. Uczestnik Mistrzostw Świata U-20 2023.

## Kariera klubowa
Slonina dołączył do młodzieżowej akademii Chicago Fire w 2016 roku. 8 marca 2019 roku podpisał pierwszy profesjonalny kontrakt z klubem. W wieku czternastu lat został drugim najmłodszym piłkarzem w historii ligi, który podpisał profesjonalny kontrakt oraz najmłodszym piłkarzem w historii Chicago Fire, który taki kontrakt podpisał.
4 sierpnia 2021 roku zadebiutował w meczu przeciwko New York City FC zostając najmłodszym bramkarzem, który zadebiutował w lidze, licząc wtedy 17 lat i 81 dni. Mecz zakończył się remisem 0:0, Slonina obronił cztery strzały zostając najmłodszym bramkarzem z czystym kontem w historii Major League Soccer.
2 sierpnia 2022 roku podpisał sześcioletni kontrakt z angielskim klubem Chelsea, od razu został wypożyczony do Chicago Fire do końca 2022 roku. Jak wynika z doniesień medialnych, kwota transferu wyniosła 10 mln $, z możliwością jej wzrostu do 15 mln $. Ponadto Chicago zagwarantowało sobie udział procentowy przy kolejnym transferze gotówkowym z udziałem Amerykanina.
10 sierpnia 2023 został wypożyczony do belgijskiego KAS Eupen, a 9 sierpnia 2024 – angielskiego zespołu League One Barnsley.

## Kariera reprezentacyjna
Slonina grał w reprezentacji Stanów Zjednoczonych w kategoriach wiekowych U-15, U-16, U-17 oraz U-21. 17 maja 2022 został powołany przez Czesława Michniewicza do reprezentacji Polski na mecze Ligi Narodów UEFA z Walią, Belgią i Holandią. Trzy dni później zrezygnował z tego powołania, wybierając grę dla seniorskiej reprezentacji Stanów Zjednoczonych. Zadebiutował w niej w styczniu 2023, w przegranym 1:2 meczu przeciwko Serbii, stając się najmłodszym bramkarzem w historii kadry.
Był podstawowym bramkarzem reprezentacji Stanów Zjednoczonych podczas Mistrzostw Świata U-20 2023. Zanotował cztery kolejne czyste konta, co przyczyniło się do awansu Amerykanów do ćwierćfinałów. Jedyne dwa gole, które puścił w turnieju, padły w przegranym 0:2 meczu ćwierćfinałowym z przyszłym mistrzem świata – Urugwajem.

## Życie prywatne
Gabriel Slonina urodził się w Addison w stanie Illinois. Jego rodzice są Polakami. Ma starszego brata Nicholasa Sloninę, również piłkarza, występującego na pozycji obrońcy.